# Jean-Baptiste Lebas
Pour les articles homonymes, voir Lebas.
Jean-Baptiste Lebas (souvent appelé Jean Lebas), né le 24 octobre 1878 à Roubaix (Nord) et mort en déportation au camp de Sonnenburg (Troisième Reich), probablement le 10 mars 1944, est un homme politique français, socialiste et résistant.

## Les débuts politiques
Jean-Baptiste Lebas est le fils de Félicité Delattre et de Jean-Hippolyte Lebas. Il grandit dans une famille ouvrière et de gauche : son père était républicain sous l'Empire, avant d'adhérer au Parti ouvrier français (POF) de Jules Guesde. Très tôt, il devient lui-même socialiste, lit Karl Marx dans le texte et prend la parole pour la première fois à quinze ans, ce qui lui vaut d'être renvoyé. En 1896, à dix-huit ans, il adhère au POF. En 1906, après l'unification des socialistes et la création de la Section française de l'Internationale ouvrière, il devient secrétaire adjoint de la fédération SFIO du Nord. Il est élu en 1908 conseiller municipal et en 1910 conseiller général.

## Le maire de Roubaix
La SFIO avait perdu la mairie de Roubaix au profit de l'industriel Eugène Motte, le maire précédent étant peu sérieux. Elle choisit donc, lors des élections de 1912, Jean-Baptiste Lebas, connu pour son extrême rigueur, comme candidat. Lebas est élu. Il met alors en place un socialisme municipal. En faveur des jeunes, il fait construire de nouveaux bâtiments scolaires, plus grands, la colonie scolaire, en 1920, et l'école de plein air, en 1921. Pour lutter contre les maladies qui font des ravages dans les familles ouvrières, il fait ouvrir des dispensaires antituberculeux, un centre de cure, favorise les vaccinations et l'inspection médicale des enfants scolarisés. En matière de logement, il est le premier à faire construire des Habitations à bon marché (HBM), avant la loi Loucheur : de 1923 à 1929, 775 logements sont construits. En matière d'assurances sociales, il crée en 1921 le Fonds municipal de chômage. En matière de loisirs, il fait aménager le Parc des sports et une piscine (transformée en 2001 en musée).
Ces importantes dépenses n'empêchaient pas le comptable Jean-Baptiste Lebas d'être très soucieux des finances municipales : il était particulièrement attaché à démontrer que les socialistes pouvaient gérer aussi bien que la droite et les radicaux. En 1928 pourtant, il est battu aux élections cantonales par un nouveau venu en politique, le radical indépendant Édouard Roussel, fils d'un ancien maire de la ville.
Pendant la Première Guerre mondiale, Roubaix est envahie par les troupes allemandes. En 1915, Lebas est arrêté par les forces d'occupation pour avoir refusé de leur livrer la liste des jeunes de dix-huit ans, qui devaient être envoyés comme travailleurs de force en Allemagne. Il est interné à la forteresse de Rastadt jusqu'en janvier 1916, quand les Allemands le libèrent en France non occupée pour cause de maladie. Jean-Baptiste Lebas est décoré de la Légion d'honneur en octobre pour son courage.
Une colonne a par la suite été érigée au centre de Roubaix, près de l'Eurotéléport pour commémorer la mort de ce grand homme roubaisien.

## Le leader socialiste, ministre du Front populaire

### Contre les totalitarismes, pour les libertés et l'orthodoxie socialiste
Il acquiert une stature nationale en devenant membre, dès 1916, de la Commission administrative permanente (CAP, organe décisionnaire de la SFIO jusqu'en 1944), puis député en 1919. Lors du congrès de Tours, en décembre 1920, Jean-Baptiste Lebas s'oppose farouchement aux partisans de la IIIe Internationale, opposant au bolchevisme des « révolutionnaires professionnels » un socialisme démocratique, révolutionnaire mais soucieux de réformes concrètes, et patriote. Il est dès lors solidement anticommuniste et développe ses critiques dans Sur l'ordre de Moscou : comment les communistes ont brisé l'unité (1922) puis Critique socialiste du parti communiste (1929). En tant que dirigeant de la fédération la plus puissante du parti, élu local et national, il participe activement à la reconstruction de la SFIO, durement atteinte par la scission.
Toujours vigilant, il s'oppose vivement au « néosocialisme » autoritaire et opportuniste prôné par Marcel Déat, dont la dérive fascisante s'amorce. Il oppose la doctrine traditionnelle du parti dans les colonnes du Populaire, en 1933. Après avoir été secrétaire de la commission des finances, c’est-à-dire trésorier, de 1930 à 1932, l'élu de Roubaix devient alors administrateur du journal, jusqu'en 1936.

### L'action parlementaire
Jean-Baptiste Lebas n'est pas hostile à la participation des socialistes à un gouvernement de coalition avec les radicaux, mais il considère comme indispensable que la SFIO le dirige. C'est ainsi qu'il défend, comme Léon Blum, le soutien sans participation au gouvernement d'Édouard Herriot, en 1924. Il concentre donc son travail, jusqu'en 1936, sur le domaine parlementaire. Il propose notamment la nationalisation des chemins de fer, le 21 mai 1920, la création d'un salaire minimum, le 28 octobre 1921, mais dans une Chambre dominée par la droite, ces idées ne sont pas majoritaires.
En 1926, il entre au Conseil supérieur du travail. Il est le rapporteur de toutes les conventions internationales sur la réglementation du travail : convention de Washington, concernant le travail des femmes et des enfants, ainsi que le chômage ; convention de Genève sur les marins, les travailleurs étrangers et le repos hebdomadaire.
Aux élections de 1932, il s'attache à défendre des mesures de lutte contre la crise économique et sociale : service national de secours aux chômeurs, réduction de la durée légale du temps de travail à quarante heures par semaine, amendement des lois sur les assurances sociales (votée en 1930), dans un sens plus protecteur. En 1936, il propose en outre les congés payés, la création d'un Office du blé et d'un Office des engrais chimiques et, comme les autres candidats du Front populaire, la nationalisation des industries d'armement.

### L'action gouvernementale

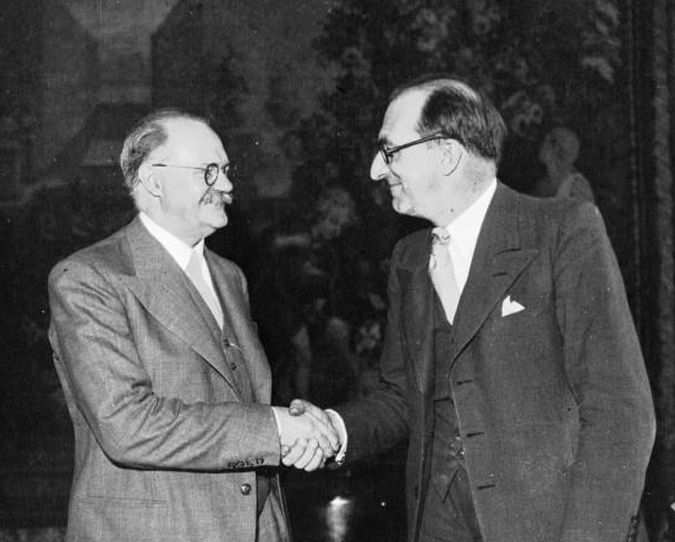
Passation de pouvoirs entre Robert Jardillier (à droite) et son successeur au Ministère des PTT, Jean-Baptiste Lebas (1937).

Léon Blum fait de Jean-Baptiste Lebas son ministre du Travail. C'est à lui que revient la lourde tâche de transcrire en actes législatifs le programme social du Front populaire. Il s'en acquitte pour l'essentiel en quelques semaines, pendant l'été 1936 : semaine de quarante heures, congés payés, généralisation des assurances sociales, conventions collectives, résolution des conflits du travail par l'arbitrage.
Le gouvernement Blum ayant été renversé par le Sénat en juin 1937, Lebas devient ministre des PTT dans le cabinet Chautemps III (juin 1937-janvier 1938) et dans le cabinet Blum II (mars-avril 1938). Il s'attache à développer la radio et s'intéresse à ses liens avec le théâtre.

## «L'Homme libre», héros et martyr de la Résistance
Lors de l'invasion de juin 1940, Jean-Baptiste Lebas prend la route de l'exode mais revient rapidement. Déchu de ses fonctions par le régime de Vichy le 28 mai de cette année, il appelle dès août 1940 à la résistance, dans une brochure intitulée Le socialisme continue ! À la fin de l'été, il fonde l'un des tout premiers réseaux de Résistance en zone occupée, L'Homme libre, avec un journal du même nom, lequel devient ensuite La IVe République. 300 militants socialistes suivent d'emblée le maire de Roubaix dans le combat contre le nazisme. Pour « L'Homme libre », « il n'est pas question de reconstitution du parti socialiste, puisque le parti socialiste n'est pas dissous » (octobre 1940).
En janvier 1941, « L'Homme libre » étend sa diffusion à Lille et à Douai. Toujours en janvier 1941, trois mois avant Daniel Mayer, Jean-Baptiste Lebas fonde un Comité d'action socialiste (CAS) pour regrouper les socialistes résistants. Ce comité s'intègre au CAS de la zone occupée, fondé peu avant. Forte de son expérience de la clandestinité pendant la Première Guerre mondiale et de son effectif de militants, la fédération départementale du Nord est, sous la férule de Jean-Baptiste Lebas, à la pointe de la Résistance socialiste. Mais dès le 21 mai 1941, Lebas est arrêté par la police allemande en même temps qu'un de ses fils et sa nièce, eux aussi résistants.
Si le réseau survit à ce coup très dur, c'est pour l'ancien maire de Roubaix et ses proches le début d'un long calvaire. De 1941 à 1942, ils vont de prison en prison, d'abord en France, puis à Bruxelles et Berlin. De sa prison il conseille à ses amis socialistes de Roubaix de « garder la mairie », contrairement aux consignes du C.A.S. Le 21 avril 1942, après un interrogatoire de quatre heures, Jean-Baptiste Lebas est condamné à trois ans de travaux forcés. Son voisin de cellule sera Marcel Lannier, condamné aux travaux forcés à perpétuité à Loos (Nord), puis à Krefeld, du futur réseau ORA, arrêté sur la Ligne de démarcation près de Loches en 1942, et qui mourra début mars 1944). Pendant deux ans, Lebas travaille dans une ficellerie, onze heures et demie par jour. Il meurt d'épuisement et de maladie, à moins qu'il n'ait été tué par un gardien. Le journal du réseau « L'Homme libre » lui survivra en 1943 grâce à son fidèle ami Augustin Laurent qui le fera renaître sous le nom de Nord Matin, le Journal de la Démocratie Socialiste.

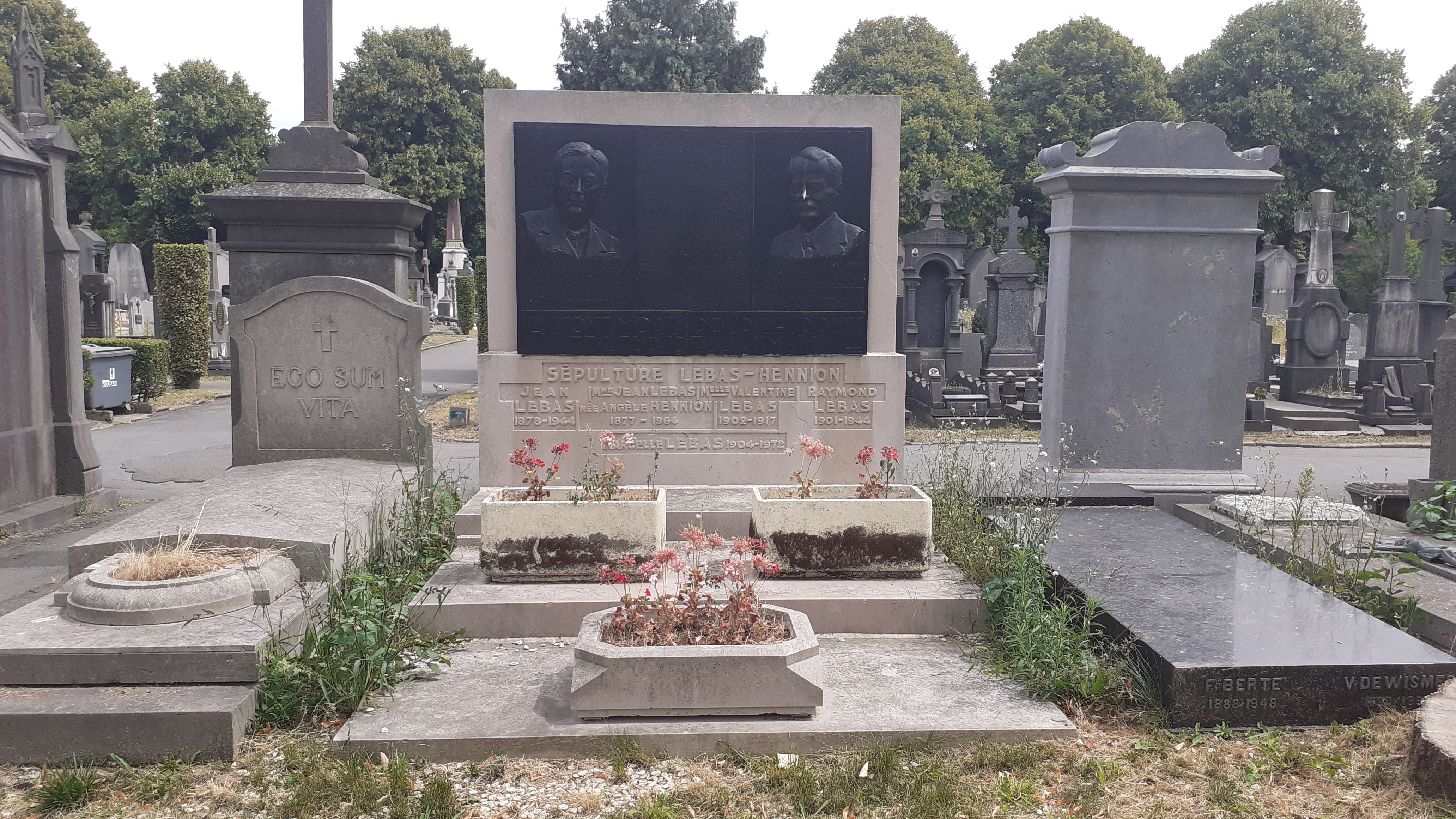
La tombe de Jean-Baptiste Lebas au cimetière de Roubaix (Nord).

Sa dépouille rentre en France en août 1951. En 1949, à Roubaix, un monument est élevé à sa mémoire. En 1957, il figure sur un timbre-poste de la première série des « Héros de la Résistance ».

## Distinctions et hommages

### Distinctions
- Chevalier de la Légion d'honneur (14 octobre 1916)[4]
- Médaille de la Résistance française avec rosette (24 avril 1946)[5]

### Hommages
À Roubaix, le nom de Jean-Baptiste Lebas a été donné à une des principales avenues de la ville, ainsi qu'à la station de métro qui dessert la gare. Dans le reste de la France, plusieurs communes ont également une voie nommée en hommage à Jean-Baptiste Lebas, notamment à Arles, Belfort, Cherbourg-en-Cotentin, Lens, Lille, Toulouse, Tourcoing.